# Нова Бухтарма
Нова Бухтарма́ (каз. Жаңа Бұқтырма) — селище у складі Алтайського району Східноказахстанської області Казахстану. Адміністративний центр Ново-Бухтарминської селищної адміністрації.
Населення — 4490 осіб (2021; 5591 у 2009, 6270 у 1999, 6662 у 1989).
Станом на 1989 рік селище мало статус селища міського типу.